# Skymningstimmen sakta nalkas
Skymningstimmen sakta nalkas är en psalm med text skriven 1934 av Axel Fredrik Runstedt och bearbetades 1936.

## Publicerad i
- Den svenska psalmboken 1937, som nummer 538 under rubriken "G. Unga och gamla - 3. Ålderdom".[1]